# The Spanish Gypsy (film)
The Spanish Gypsy è un cortometraggio muto del 1911 diretto da David W. Griffith.

## Trama
Jose è infatuato di Mariana e continua a pensare a lei anche quando si fidanza con la dolce Pepita. Finisce che fugge con l'amante ma lei lo lascia quando, incidentalmente Jose perde la vista. Sarà Pepita a ritrovarlo mentre lui vaga smarrito e cieco senza meta. Dopo averlo perdonato, la giovane si prenderà cura di lui.

## Produzione
Il film fu prodotto dalla Biograph Company.

## Distribuzione
Distribuito dalla General Film Company, il film - un cortometraggio in una bobina - uscì nelle sale cinematografiche USA il 30 maggio 1911.